# Удмуртський фольклор
Удмуртський фольклор — невід'ємний розділ традиційної народної культури удмуртів, який розуміється як в широкому розумінні (калык öнер, калык тодон-валан, калык визь — народне знання, народна мудрість), так і в більш вузькому (калык кылос, калык кылбурет — народна поезія, усно-поетична творчість). В народному побуті фольклор не розділяється на жанри, сприймається в органічній цілісності з матеріальною культурою, в єдності з релігійними, правовими та етичними комплексами. Народні терміни-визначення увібрали в себе обрядове дійство (сям, нерге, йылол, кисьтон, куяськон, сюан, мадиськон), символічно образне та магічно твірне слово (мадькыл, выжыкыл, тункыл, кылбур), музикально-хореографічну поведінку (крезь, гур, шудон-серекъян, тэтчан, эктон).
Нероздільність форм фольклору, місце та роль його в житті удмуртів найбільш яскраво виражені та можуть бути виявлені в етимології однокорінних термінів мадь, мадькыл, мадиськон, які означають розповідати, славити, співати, загадувати, переказувати, передавати таємне. Корінь mo знаходить паралелі майже у всіх фіно-угорських мовах та має в основі поняття вчити, радити, передавати досвід, пізнавати світ. Погляд на художнє та поетичне слово, як одного з магічних засобів пізнання світу, та вплив на нього приймає форми обрядового та рідше необрядового функціювання різноманітних жанрів. Магічне відношення до слова виражене в різних заклинаннях (тункыл): побутових примовок, які вимовляються при виконанні будь-яких дій під час обряду або поза нього (переправа через річку, набирання води з джерела, збирання перших плодів та ягід, закінчення жнив, елементарні випадки лікування тощо); закличках-зверненнях до природних явищ, звірів та птахів; клятвах; привітанні; прокльонах.
До побутових заклинань близька обрядова сутність замовляння (куриськон), значимість яких в побуті більш суттєва завдяки умовах їх виконання, художніх особливостей та вузького кола виконавців: ворожок (туно), знахарів (пелляськись), язичного жерця (куриськись). Поділяються замовляння на господарські, лікарські та любовні. Особливо виділяються господарські, які виконуються на приватних та загальних моліннях главою родини або жерцями. Серед традиційних звернень — прохання до трійці верховних богів — Інмар, Килдисін та Куазь; заступниці родинно-родового щастя — Воршуд та інших з проханням послати господарське та родинне благополуччя, здоров'я та щастя. Лікувальні замовляння відомі під назвою пеллян кыл (нашіптуване слово), эмкыл (лікувальне слово), кыжкыл (слово заклинання). Існують замовляння від певних хвороб — наприклад, виркыл — замовляння від крові, син усем кыл — від сглазу, булык кыл — від гарячки.
Обрядова поезія здавна відрізнялась своїм набором пісенних жанрів. Супроводжуючи календарні та родинні свята, вони відображали магічну силу і слова, і музики. Північні удмурти розрізняють два види музичної творчості: крезь та мадь. Крезь — наспів, мелодія, мотив, після без слів. Використовується для позначення лише обрядових пісень. Цим же словом позначається музичний гуслеподібний інструмент. Мадь — пісня із словами, частіше сюжетна (від мадьыны — переказувати, заклинати, розповідаючи співати). Специфіка манери обрядового співу збереглась в південних удмуртів і називається гур (наспів, мелодія, мотив), який відноситься до поняття плакати, голосити, кликати, заклинати, служить своєрідним знаком, символом ритуального святкування. Багато частин тематичного циклу переходять із одного обряду в інший, відповідно змінюючи лише музичне оформлення. Спостерігається поліжанровість текстів.
В різних локальних традиціях набір календарних обрядових мелодій неоднаковий. Йö келян крезь (наспів обряду проводів льоду), наприклад, характерний лише для північних удмуртів. Обряди збереглись до наших днів, хоча на зміну багатьом прийшли зимові й літні цикли російських хороводів та побутові пісенні акашка гур (наспів обряду на честь першого весняного свята, який влаштовується в день виїзду на поле) та вöсь гур, вöсь нерге гур (мелодія гостювання на честь календарного свята). Вони властиві в основному для південно-удмуртських родових об'єднань. Ритуальні гостьові та танцювальні пісні, об'єднані обрядом пöртмаськон (нарядження), який влаштовується після закінчення польових робіт, поширений в деяких центральних та північних районах Удмуртії. Найбільшу збереженість мають музикальні жанри родинно-побутових обрядів: весільні сюан крезь або гур (наспів родини жениха), бöрысь або ярашон гур (наспів родини нареченої), ныл бöрдытон крезь (мелодія проводів нареченої); похоронно-поминальні шайвыл або кöт куректон крезь (сумна мелодія, наспів, який виконується на цвинтарі), поминальний наспів йыр-пыд сётон гур (наспів обряду віддарювання перед вмерлими предками); рекрут гур або салдат голос (наспів обряду проводів в солдати).
В північних районах Удмуртії поширені пісні на приспівні слова, які не мають змісту. Тексти компонуються як правило з вигуків э, ялэ, я, яй, дон або окремих словосполучень типу ох, шуисько но, ялам-а (ой, кажу, так, чи завжди); э, гинэ меда но (е, чи тільки так). В центральних районах помітна тенденція до виділення окремих словосполучень, речень для коментування подій. Обрядові мелодії південних удмуртів об'єднують цикли двострочних строф, композиційна особливість яких — ритміко-синтаксичні, психологічні паралелізми. Відсутність стійких текстів, вільна варіація строк або цілих строф, відбір специфічних виразних засобів (питально-відповідальна форма, варіаційний паралелізм, тавтологія, тирадність), які визначають розповідність стилю обрядових пісень, визначається традицією вільної імпровізації, властивих поезії всіх фіно-угорських народів.
Розповідний лад обрядових пісень став органічним продовженням традиції необрядових імпровізацій, наприклад, промислових — ритмізованих наспівом розповідей про діяльність мисливця при ловлі звіра. До цього типу відносяться і бортницькі пісні. Але необрядові пісні часто не мали стійких текстів, виконувались без слів або на приспів слова, перемежовані окремими словами, реченнями за принципом співаю те, що бачу (подібність з саамськими та карельськими піснями-йойками, комі побутовими імпровізаціями, угорськими нуранкыы). До обрядової пісенної традиції удмуртів відноситься утворення ліричної традиції в цілому. Драматичні ситуації в житті окремого колективу (смерть близької людини, від'їзд дівчини із родинного дому, проводи в солдати) сформували особливий жанр причитань та причитних пісень — келян гур, призвели до переходу лірико-епіки до лірики. Спостерігаються різні рівні створення таких текстів — від наспівів на приспівні слова до сюжетних. Вони легко виділяються з обряду та сприймаються в новій якості — ліричних пісень кузь гур, огшоры кырзан. На ліричну традицію в удмуртській пісні свій вплив здійснили російський фольклор та професійна поезія.
Особливу групу складають хороводні, ігрові та танцювальні пісні. Виділяючись із обрядів, вони також набувають самостійності. Необрядовий розділ фольклору удмуртів представлений творами, які, в залежності від відношення до розповідача, можна віднести до неказкової або казкової прози. До першої групи відносяться — різноманітні перекази, билини, бувальщини; до другої — всі види казок (про тварин, чарівні та новели). Перекази першої групи майже не вміщують казкові вигадки — всьому, про що розповідалось, вірили. Перекази другої групи сприймались як небилиці, розповідались для забави, розваг. До необрядового фольклору відносяться також жанри, в яких слово має превалійовану повчальну функцію — прикмети, повчальні повірки і табу, приказки та прислів'я, афоризми, різні види словесних ігор. Вони охоплюють всі сторони життя удмуртів — основи світогляду, правила життєвої мудрості, народну етику.
Удмуртські народні пісні виконуються під акомпанемент народним музичним інструментам:
- струнні — крезь, кубиз, балай, бандурка, гудок;
- духові — шулан, чипчирган, чипсон, тутектон, узьигум, пеллян, биз, туй;
- ударні — бубон, тангира, такиртон, барабан.